# Jünger-Haus Wilflingen
Das Jünger-Haus Wilflingen ist das ehemalige, im Jahre 1728 errichtete Forsthaus, genannt Oberförsterei der Stauffenberg’schen Forstverwaltung in Wilflingen, einem Teilort von Langenenslingen im Landkreis Biberach in Oberschwaben. Von 1951 bis zu seinem Tode 1998 bewohnte der Schriftsteller Ernst Jünger das Haus. Im Jahre 1999 wurde das Gebäude als Museum und literarische Gedenkstätte an Ernst Jünger und dessen Bruder Friedrich Georg Jünger umgebaut. In den Jahren 2009 bis 2011 fand eine umfangreiche Innen- und Außenrenovation unter der Regie des Deutschen Literaturarchivs Marbach, der Ernst-Jünger-Stiftung und dem Freundeskreis der Brüder Ernst und Friedrich Georg Jünger e.V. statt.

## Geschichte
Im Jahre 1728 veranlasste der Fürstbischof von Konstanz und Augsburg, Johann Franz Schenk von Stauffenberg, die Errichtung des barocken Forsthauses. Das Haus ist teilunterkellert mit Erd- und Obergeschoss. Das Bauwerk, dessen Dach abgewalmt ist, wird von einer Mauer umschlossen. Über der Eingangstür ist das Wappen der Schenken von Stauffenberg angebracht.
Das für zwölf Jahre vom heutigen Eigentümer Franz Schenk Freiherr von Stauffenberg angemietete Museum wird unter der Trägerschaft der Ernst-Jünger-Stiftung betrieben. Diese wurde 1997 auf Initiative des Landkreises Biberach von der Kreissparkasse Biberach ins Leben gerufen.
Nachdem das Haus restauriert wurde, fand im März 2011 die Wiedereröffnung des Museums statt. Bei der Wiedereröffnung des Hauses hielt Erwin Teufel die Festrede. Anwesend waren auch Arnold Stadler, Michael Klett (sein langjähriger Verleger) und Baron Franz Schenk von Stauffenberg, dessen Familie seit 1469 ihren Sitz in Wilflingen hat.

### Gedenkstätte und Museum

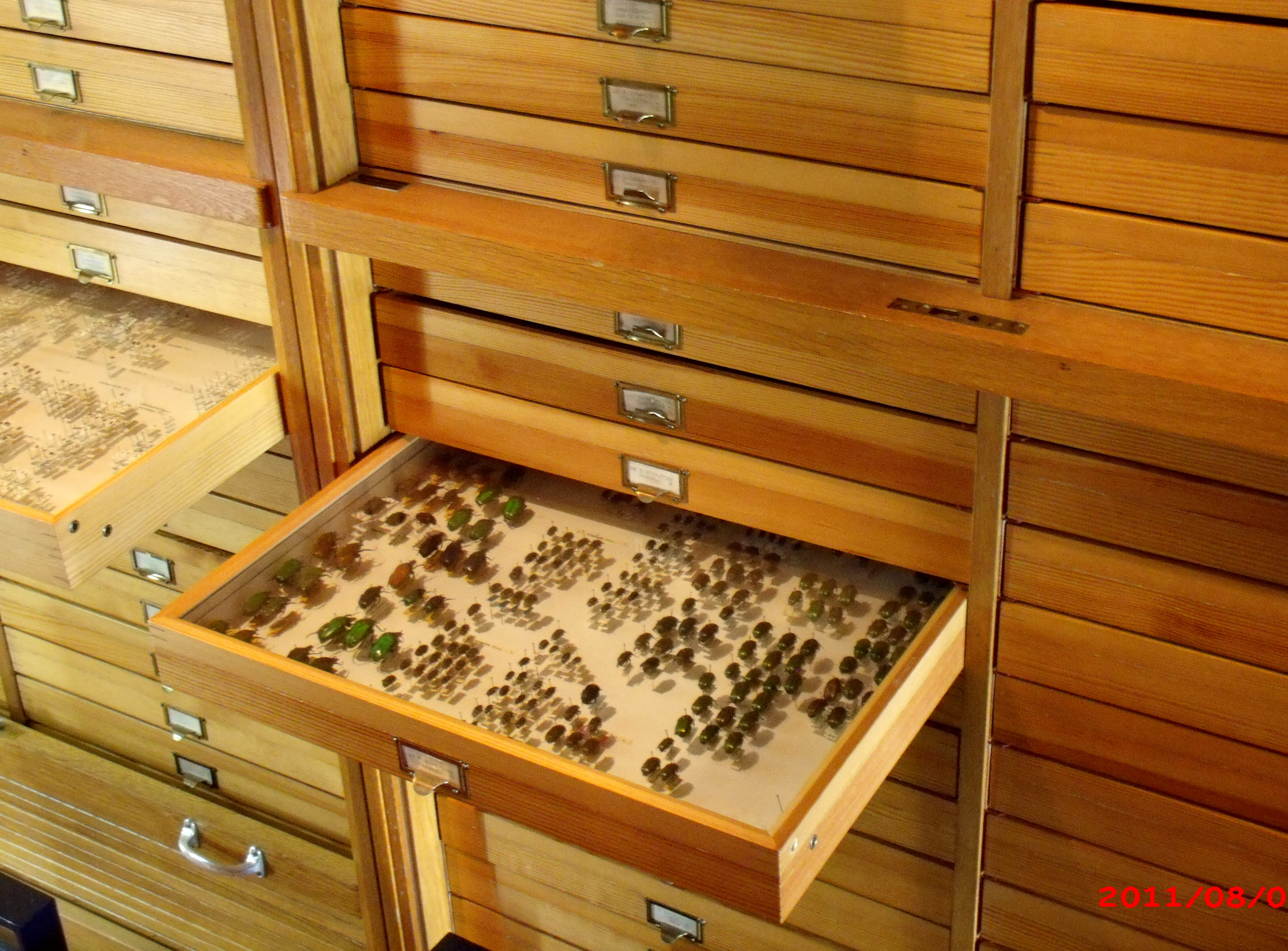
Entomologische Sammlung (2011)

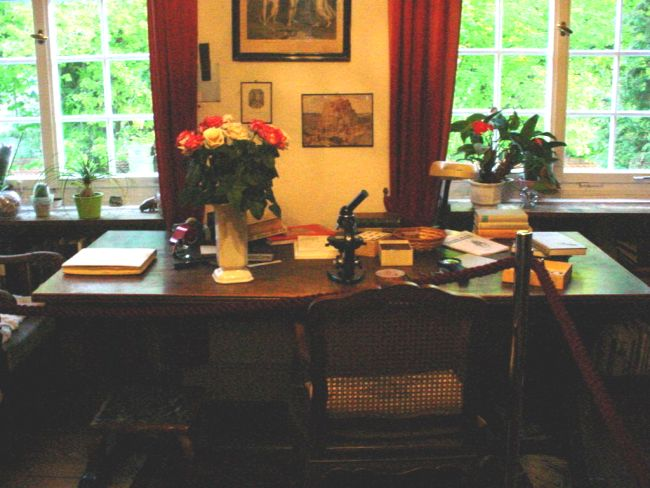
Ernst Jüngers Schreibtisch

Im Erdgeschoss befinden sich vier Zimmer: die Küche, Speisezimmer und zwei Räume, die Jüngers Frau Liselotte bewohnte. Im Speisezimmer unternahm er unter anderem mit seinem Freund, dem Chemiker Albert Hofmann Selbstversuche mit dem am 16. November 1938 erstmals hergestellten Derivat LSD. Dies führte zu einem Einsatz der Staatsanwaltschaft.
Im Obergeschoss befindet sich die Schreibstelle, Salon, Studio, Schlafzimmer und Bad. In der Schreibstelle bearbeitete der Schriftsteller seine Korrespondenz. Zeitweise halfen ihm dabei Sekretäre wie Armin Mohler, Albert von Schirnding, Heinz Ludwig Arnold und Georg Knapp. Im Salon traf er sich mit Besuchern und Freunden. Hier befindet sich seine kunstgeschichtliche Bibliothek und ein Fernseher, mit Hilfe dessen er sich über das Geschehen der Welt informierte. Im Studio ist ein Schreibtisch mit zwei Arbeitsschreibplätzen. An einem Schreibplatz erledigte er entomologische Arbeiten, der andere Arbeitsplatz war dem literarischen Schreiben vorbehalten. Hier blickte er unter anderem auch auf seinen durchschossenen Stahlhelm aus dem Ersten Weltkrieg und daneben auf den Stahlhelm eines britischen Offiziers.
Das Museum enthält insgesamt rund 60.000 Gegenstände. Der Besucher der Gedenkstätte fühlt sich an ein fürstliches Naturalienkabinett erinnert. In dem Haus befinden sich auch etliche Teppiche und Andenken, die Jünger von seinen Reisen mitbrachte.

### Bekannte Besucher
- Helmut Kohl, Bundeskanzler[1]
- François Mitterrand, Staatspräsident[2]
- Erwin Teufel, ehemaliger Ministerpräsident Baden-Württembergs[3]
- Albert Hofmann, Entdecker des LSD